# Sanne Van Looy
Sanne Van Looy (Deurne, 26 februari 1991) is een Belgisch Vlaams-nationalistisch politica voor de N-VA.

## Levensloop
Van Looy groeide op in Malle, waar ze middelbaar onderwijs volgde aan het Sint-Jan Berchmanscollege. Nadien behaalde ze in 2013 een master in de geschiedenis van de oudheid aan de KU Leuven. Ze studeerde van 2011 tot 2012 als uitwisselingsstudente aan de universiteit van Bologna in Italië en behaalde in 2014 een postgraduaat in de specifieke lerarenopleiding aan de Universiteit Antwerpen.
Na haar studies werkte ze van 2014 tot 2015 als leerkracht in het VTI Spijker te Hoogstraten. Van 2015 tot 2022 was Van Looy parlementair medewerker van Vlaams Parlementslid Kathleen Krekels en van 2022 tot 2024 was ze raadgever Omgeving op het kabinet van Vlaams minister Zuhal Demir.
In haar thuisgemeente Malle werd ze bij de gemeenteraadsverkiezingen van oktober 2012 verkozen als gemeenteraadslid op de lijst van N-VA. Begin 2016 werd ze lokaal afdelingsvoorzitter van N-VA-Malle. Vanuit die positie werd ze aangeduid als lijsttrekker voor de gemeenteraadsverkiezingen van oktober 2018. N-VA behaalde 6 zetels, evenveel als de lokale partij DBM van uittredend burgemeester Harry Hendrickx.
Van Looy was van 2019 tot eind 2021 schepen voor ruimtelijke ordening, wonen en mobiliteit. Sinds 1 januari 2022 is ze burgemeester van de gemeente, een functie waarin ze Harry Hendrickx opvolgde.
Bij de Vlaamse verkiezingen van 9 juni 2024 werd Van Looy met 12.063 voorkeurstemmen voor de kieskring Antwerpen verkozen in het Vlaams Parlement. Ze werd er vast lid van de commissie Leefmilieu, Natuur en Ruimtelijke Ordening.